# Carlos Barredo
Pour les articles homonymes, voir Barredo.
Carlos Barredo Llamazales est un coureur cycliste espagnol né le 5 juin 1981 à Oviedo. Il est professionnel de 2004 à 2012.

## Biographie
Carlos Barredo est passé professionnel dans l'équipe Liberty Seguros en 2004.
Au cours de sa première saison, il remporte en solitaire une d'étape du Tour des Asturies. L'année suivante, ce baroudeur s'illustre en Belgique, en s'échappant longuement sur le Tour des Flandres avant de terminer troisième du Grand Prix Pino Cerami quelques jours plus tard. En fin de saison, il prouve sa polyvalence en terminant septième de l'Eneco Tour, grâce à sa deuxième place dans le prologue, puis en se montrant aux avant-postes sur les reliefs escarpés du tour de Pologne ou du Grand Prix de Zurich.

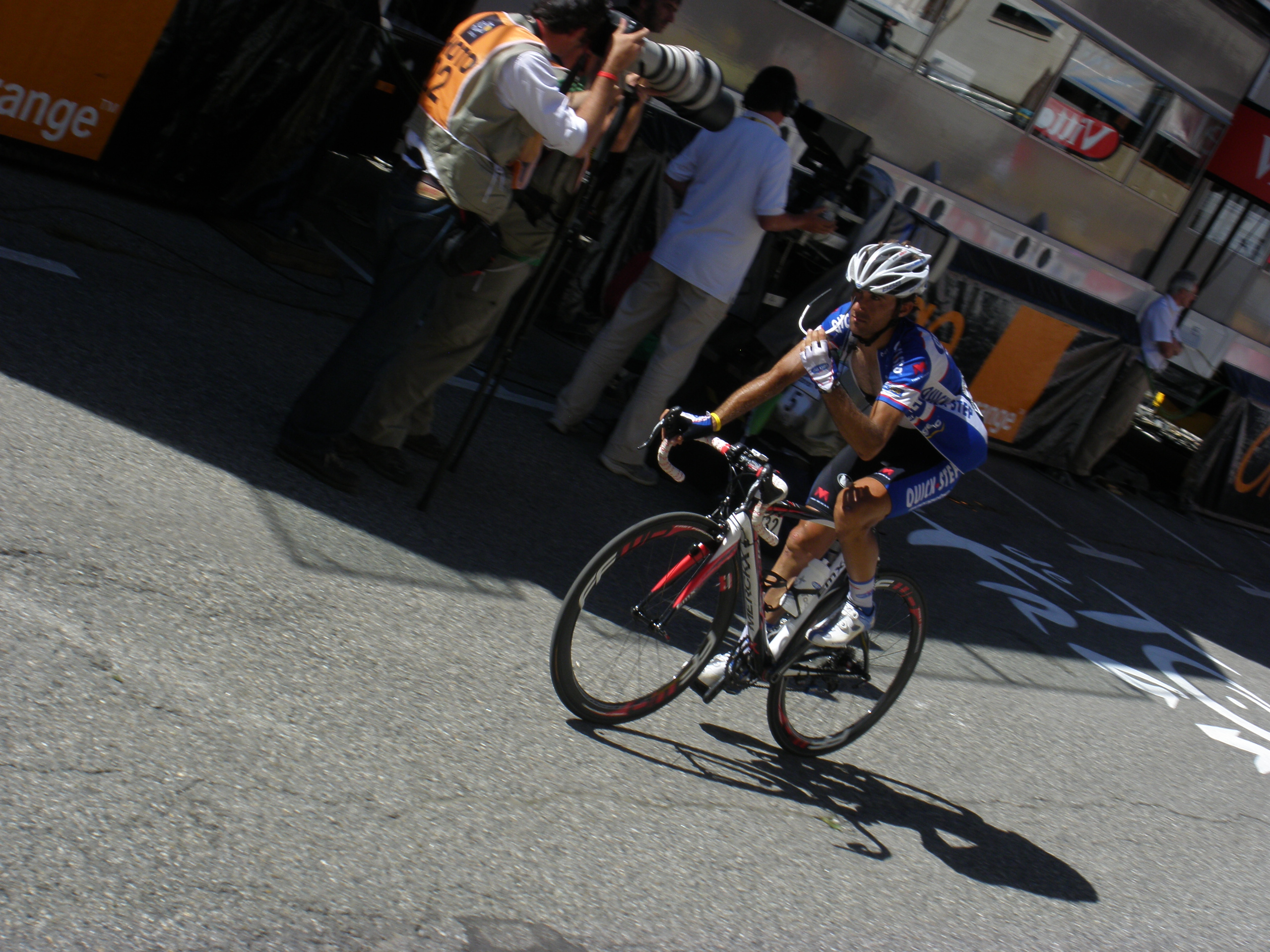
Carlos Barredo lors du Tour de France 2010.

En 2006, dans une équipe vite touchée par l'affaire Puerto, Barredo ne confirme pas réellement le talent multiple révélé en 2005, malgré une victoire d'étape sur le Tour Down Under. Il rejoint alors l'équipe Quick Step, au sein de laquelle il termine quatrième du Championnat d'Espagne contre-la-montre, mais est souvent cantonné à un rôle d'équipier de Paolo Bettini ou de Juan Manuel Gárate. Mais Barredo saisit sa chance sur la Classique de Saint-Sébastien, qu'il termine à la cinquième place. Il devient alors le leader de l'équipe à l'occasion du Tour d'Espagne. Très régulier, montant en puissance tout au long des trois semaines de course, il se classe troisième lors de la difficile 15e étape arrivant à Grenade, puis quatrième du contre-la-montre final, à Collado Villalba. Il termine finalement 10e du classement général de ce Tour d'Espagne.
En 2008, Barredo remporte la cinquième étape de Paris-Nice et termine huitième du classement général. Cependant, il déçoit ensuite sur les grandes courses par étapes, terminant 86e du Tour de France, et abandonnant sur le Tour d'Espagne, le Tour du Pays basque et le Critérium du Dauphiné libéré.
En 2009, Barredo se montre dans le Tour de Californie en s'échappant lors de la deuxième étape en ligne et participe à Paris-Nice où il aide Sylvain Chavanel, troisième du classement général et leader pendant 3 jours. Il abandonne ensuite le Tour des Flandres pour cause de blessure et prend part au Tour de Catalogne où il chute contre une moto et doit encore observer une période de convalescence. Il revient au Tour de Suisse en forme pour se préparer en vue du Tour de France. Il y termine notamment douzième du prologue. Ce baroudeur-grimpeur, qui vise une étape sur le Tour de France termine dans les 30 premiers des étapes de montagne se terminant en altitude à Serfaus et à Juraparc près de Vallorbe. Cependant, il connait une petite défaillance lors de la montée de Crans-Montana ce qui lui coute quelques places au classement général. Il finit 31e après le contre-la-montre final à Berne. Il se classe également septième du Championnat d'Espagne du contre-la-montre avant de prendre part au Tour de France. Il tente souvent de s'échapper en début d'étape mais sans réussite. Il remporte en août sa plus grande victoire à l'occasion de la Classique de Saint-Sébastien, mais il sera déclassé pour dopage en 2012.
Sa saison 2010 commence avec une onzième place au classement général du Tour de l'Algarve. Il fait une bonne campagne de classiques ardennaises et se présente au départ du Tour de France, qu'il termine cette fois à la 41e place.
Il remporte sa première victoire sur un grand tour lors de la quinzième étape du Tour d'Espagne, où il lâche ses compagnons d'échappée pour finir en solitaire aux lacs de Covadongo.
Une chute lors du Grand Prix E3 2012 lui entraîne une fracture au bras droit nécessitant une intervention chirurgicale.
En octobre 2012, l'UCI annonce qu'une procédure disciplinaire à l'encontre du coureur espagnol est ouverte à la suite d'anomalies dans son passeport biologique entre octobre 2007 et septembre 2011. En fin de saison, son contrat n'est pas prolongé. Ne trouvant pas d'autre équipe, Barredo décide d'arrêter sa carrière à la fin du mois de décembre. Il est suspendu deux ans, soit jusqu'en octobre 2014, et est disqualifié des courses auxquelles il a participé entre le 26 octobre 2007 et le 24 septembre 2011,.

## Palmarès et classements mondiaux

### Palmarès
- 2003
  - 2e du Tour d'Estrémadure
- 2004
  - 3e étape du Tour des Asturies
- 2005
  - 3e du Grand Prix Pino Cerami
  - 7e de l'Eneco Tour
- 2006
  - 3e étape du Tour Down Under
- 2007
  - 5e de la Classique de Saint-Sébastien
  - 10e du Tour d'Espagne

- 2012
  - 3e du Tour de Belgique

### Résultats sur les grands tours

#### Tour de France
5 participations
- 2007 : 42e
- 2008 : disqualifié (initialement 89e)
- 2009 : disqualifié (initialement 63e)
- 2010 : disqualifié (initialement 41e)
- 2011 : disqualifié (initialement 35e)

#### Tour d'Espagne
6 participations
- 2006 : 42e
- 2007 : 10e
- 2008 : disqualifié (initialement non-partant (7e étape))
- 2009 : disqualifié (initialement abandon (9e étape))
- 2010 : disqualifié (initialement 43e et vainqueur de la 15e étape)
- 2011 : disqualifié (initialement 45e)

### Classements mondiaux
| Année                  | 2005 | 2006 | 2007 | 2008 | 2009 | 2010 | 2011 | 2012 |
| ---------------------- | ---- | ---- | ---- | ---- | ---- | ---- | ---- | ---- |
| Classement ProTour     | 107e |      | 65e  |      |      |      |      |      |
| Calendrier mondial UCI |      |      |      |      | 62e  | 118e |      |      |
| UCI World Tour         |      |      |      |      |      |      | 75e  | 243e |